# 맥라렌 아투라

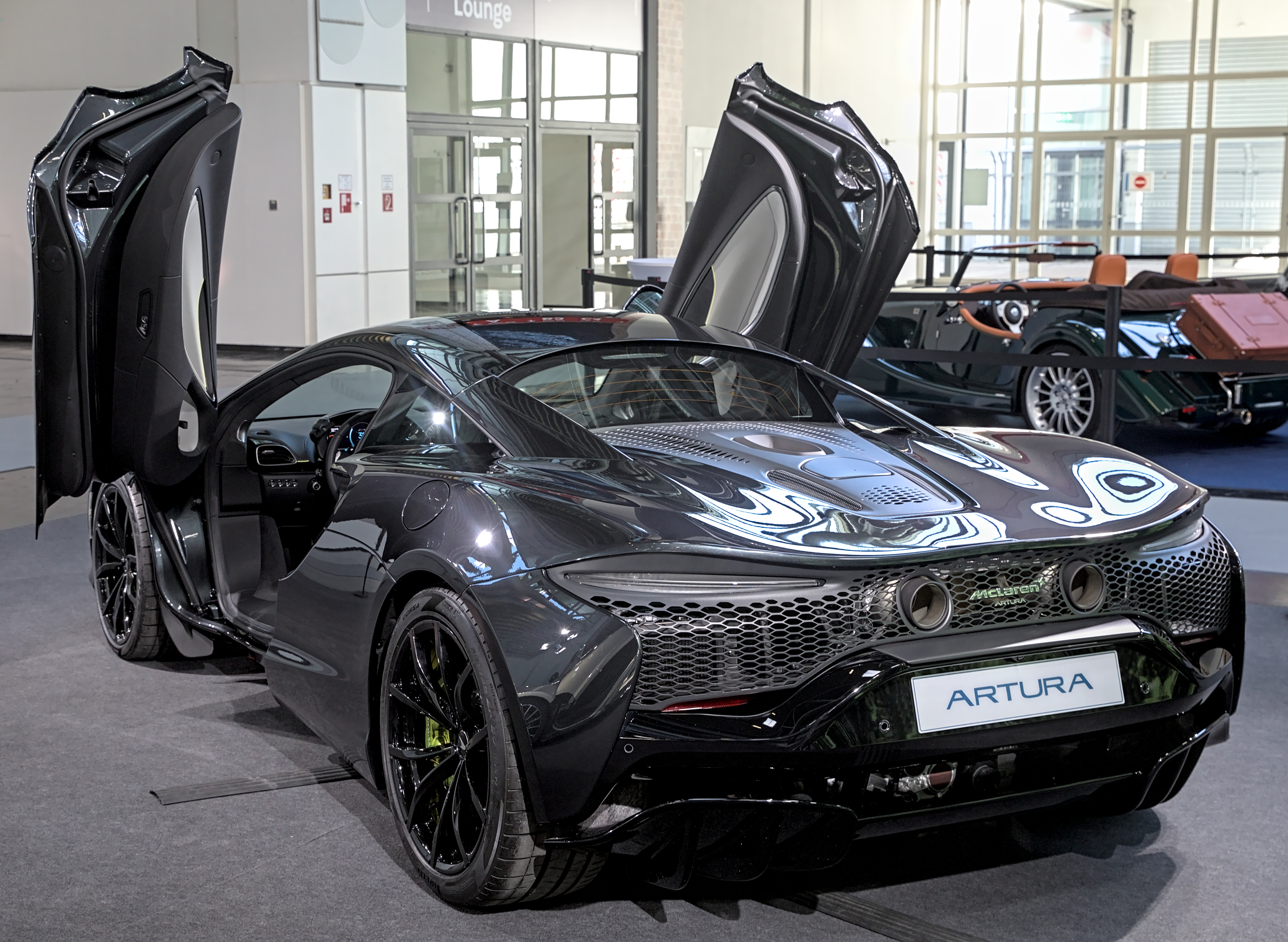
후면부

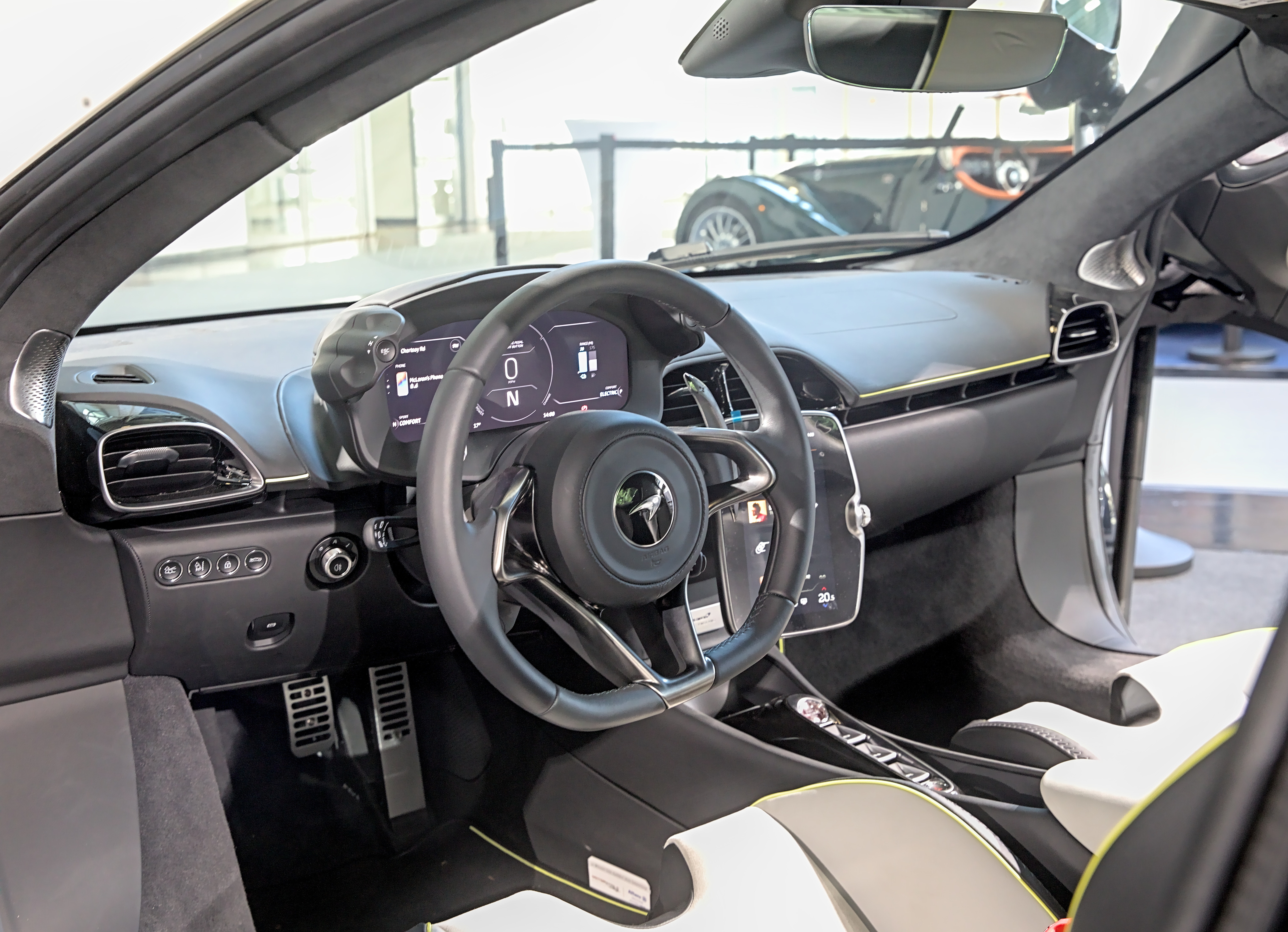
내부

맥라렌 아투라(영어: McLaren Artura)는 맥라렌 오토모티브에서 2022년부터 생산 중인 하이브리드 전기 스포츠카이자 자사 최초로 V6 엔진을 탑재한 스포츠카이다.
차명인 아투라는 예술(Art)과 미래(Future)의 합성어이며, MCLA(McLaren Carbon Lightweight Architecture)라는 새로운 탄소 섬유 섀시를 사용하였다.

## 사양

### 엔진
전기 모터와 결합된 완전히 새로운 2,993 cm3 (3.0 L; 182.6 cu in) 트윈 터보차저 V6 엔진을 사용하여 7,500rpm 및 720N⋅m에서 500 kW (680 PS; 671 hp)의 총 출력을 생성한다.

### 성능
아투라의 성능은 3.0초만에 100 km/h (62 mph)까지, 8.3초만에 200 km/h (124 mph)까지 가속 할 수 있으며, 최대 330 km/h (205 mph)의 속도를 가지고 있다. 1⁄4 마일 (402 m)의 시간은 10.7초이다.

## 마케팅
아투라는 넷플릭스에서 제작한 시리즈 에밀리, 파리에 가다의 세 번째 시즌 6번째 에피소드에서 눈에 띄게 등장하였다.

## 비디오 게임에서의 등장
- 아스팔트 8: 에어본
- 아스팔트 9: 레전드